# COVID-19-Pandemie in Myanmar
Die COVID-19-Pandemie in Myanmar tritt als regionales Teilgeschehen des weltweiten Ausbruchs der Atemwegserkrankung COVID-19 auf und beruht auf Infektionen mit dem Ende 2019 neu aufgetretenen Virus SARS-CoV-2 aus der Familie der Coronaviren. Die COVID-19-Pandemie breitet sich seit Dezember 2019 von China ausgehend aus. Ab dem 11. März 2020 stufte die Weltgesundheitsorganisation (WHO) das Ausbruchsgeschehen des neuartigen Coronavirus als Pandemie ein.

## Verlauf
Am 23. März 2020 wurden die ersten beiden COVID-19-Fälle in Myanmar bestätigt. In den WHO-Situationsberichten tauchten diese beiden Fälle erstmals am 24. März 2020 auf.
Am 1. April waren es 15 Infizierte, am 17. April 100 und am 21. Mai 200 Infizierte. Todesfälle gab es bis zum 25. Mai 2020 sechs. Am 4. Juli waren 306 Infizierte bekannt.

## Statistik
Die Fallzahlen entwickelten sich während der COVID-19-Pandemie in Myanmar wie folgt:

### Infektionen

Bestätigte Infizierte in Myanmar nach Daten der WHO. Oben kumuliert, unten Tageswerte

### Todesfälle

Bestätigte Todesfälle in Myanmar nach Daten der WHO. Oben kumuliert, unten Tageswerte